# Manuel García Gallardo
Manuel García Gallardo (Sevilla, 31 de desembre de 1803 - 30 de novembre de 1878) fou un polític, advocat i acadèmic andalús, diputat i senador durant el regnat d'Isabel II d'Espanya.
Fou escollit diputat a les Corts Espanyoles durant el període 1844-1846 pel districte de Sevilla, en substitució de Juan Quintanilla Moya. Posteriorment fou conferenciant a l'Ateneo de Madrid. El 30 de novembre de 1857, a proposta de la reina Isabel II d'Espanya, fou nomenat acadèmic de número de la Reial Acadèmia de Ciències Morals i Polítiques. També fou conseller d'Estat fins al novembre de 1861, quan fou nomenat senador vitalici. El 27 de febrer de 1862 també va renunciar a la seva medalla a la Reial Acadèmia de Ciències Morals i Polítiques, que seria ocupada per José de Castro y Orozco.